# Szigetelőfólia
A szigetelőfóliák hatékony segítséget nyújthatnak az üvegfelületek korszerűbbé tételében, de a választásnál fontos a megfelelő emisszivitás figyelembevétele.
Az ablaküvegek hővesztesége csökkenthető síküveg fóliák felhasználásával. Mivel a fóliák többsége a  nyári hőgyarapodást hivatott mérsékelni, így különleges figyelemmel kell eljárni szigetelő fólia választása esetén. Jelenleg a legjobb elérhető szigetelő fóliák 0,07-es emisszivitási értékkel rendelkeznek mely annyit jelent, hogy a belső sugárzott hő 93%-a visszasugárzásra kerül az ablaküvegről. A 0,07 emisszivitási értékű fólia egy szimpla üveg "U" értékét akár 40% fölötti hatékonysággal is javíthatja. Téli hőszigetelési célra 0,4 emisszivitási érték fölötti értékkel rendelkező fólia nem hatékony.

## Csoportjai emisszivitási tényező alapján
- Neutrális, hő-, fényvédő fóliák (emisszivítás: 0,7-0,9 körül) - téli szigetelésre NEM alkalmas
- Reflektív, hő-, fényvédő fóliák (emisszivítás: 0,6-0,7 körül) - téli szigetelésre NEM alkalmas
- Hagyományos Low-E fóliák (emisszivítás: 0,3-0,4 körül) - téli szigetelésre MÉRSÉKELTEN alkalmas
- Új generációs Low-E fóliák (emisszivítás: 0,07) - téli szigetelésre KIVÁLÓAN alkalmas